# Poljana Čička
Poljana Čička is een plaats in de gemeente Velika Gorica in de Kroatische provincie Zagreb. De plaats telt 612 inwoners (2001).